# ویوا (هنرپیشه)
ویوا (انگلیسی: Viva؛ زادهٔ ۲۳ اوت ۱۹۳۸) هنرپیشه اهل ایالات متحده آمریکا است. از فیلم‌هایی که وی در آن نقش داشته است، می‌توان به فیلم آبی و کابوی نیمه‌شب اشاره کرد.